# Bijlmoorden van Villisca
De Bijlmoorden van Villisca (Engels:Villisca Axe Murders) vonden plaats in de nacht van 9 op 10 juni van het jaar 1912 in Villisca, Iowa. Zes leden van de familie Moore en twee gasten werden dood aangetroffen in het huis van de eerdergenoemde familie. 
Alle acht slachtoffers, onder wie zes kinderen, hadden ernstige hoofdwonden, aangericht door een bijl. 
Een langdurig onderzoek leverde een aantal verdachten op, die allen twee keer werden berecht en vrijgesproken. De moord is tot op heden onopgelost gebleven.

## Details
Het gezin bestond uit ouders Josiah van 43, Sarah van 39, en hun vier kinderen: Herman van 11, Katherine van 10, Boyd van 7, en Paul van 5. Als zijnde een rijke familie, waren de Moores erg bekend en geliefd in hun gemeenschap. Op 9 juni 1912 nodigde Katherine Moore Ina en Lena Stillinger van 8 en 12 uit om te komen logeren.
Die avond waren de genodigde meisjes en de Moore familie aanwezig bij de Presbyteriaanse kerk, waar ze deelnamen aan het 'Dag van het Kind'-programma, dat Sarah Moore had georganiseerd. Na het programma, dat eindigde om half 10, liepen zowel de meisjes Stillinger als de familie Moore naar huis, waar ze rond 10 uur aankwamen.
Om zeven uur de volgende ochtend, werd Mary Peckham, buurvrouw van de familie, achterdochtig toen ze merkte dat de Moore familie niet naar buiten was gekomen om hun ochtendklusjes te doen. Peckham klopte op de deur van de Moores. Toen niemand antwoordde, probeerde ze de deur te openen en ontdekte dat deze op slot was. Peckham liet vervolgens Ross Moore, Josiah Moore's broer, een kijkje nemen. Net als Peckham kreeg Moore geen reactie toen hij aanklopte en enkele keren schreeuwde. Hij deed de voordeur open met zijn kopie van de huissleutel en terwijl Peckham op de veranda stond te wachten, ging Moore de salon in en opende de logeerkamerdeur, waar hij de lichamen van Ina en Lena op bed vond. Moore vertelde Peckham om onmiddellijk Hank Horton, de toenmalige hoofdagent van Villisca, te gaan halen. Aan de hand van Hortons huiszoeking bleek dat de hele familie Moore en de twee genodigde meisjes waren doodgeslagen. Het moordwapen, een bijl die toebehoorde aan Josiah, werd gevonden in de logeerkamer, waar de Stillinger zusjes werden gevonden.
Artsen concludeerden dat de moorden hadden plaatsgevonden kort na middernacht. De moordenaar(s) begon(nen) in de slaapkamer, waar Josiah en Sarah Moore sliepen. Josiah kreeg meer klappen van de bijl dan enig ander slachtoffer, zijn gezicht was zo verminkt dat zijn ogen ontbraken. De moordenaar ging vervolgens de kinderkamers binnen en sloeg daar Herman, Katherine, Boyd, en Paul het hoofd in op dezelfde manier als dat bij hun ouders was gedaan. Kort daarna ging de moordenaar naar beneden, naar de logeerkamer, en doodde ook Ina en Lena.
Onderzoekers geloofden dat alle slachtoffers, behalve Lena Stillinger in slaap waren geweest ten tijde van de moorden. Onderzoekers waren ook van mening dat Lena geprobeerd had om terug te vechten. Zij werd dwars op het bed gevonden; daarnaast werd er een defensieve wond op haar arm ontdekt. Bovendien werd Lena gevonden met haar nachtjapon tot aan haar middel en geen ondergoed aan, wat kon betekenen dat de dader geprobeerd had het meisje onzedelijk te betasten, dan wel te verkrachten.

## Onderzoek
Na verloop van tijd kwamen vele mogelijke verdachten naar voren, met inbegrip van dominee George Kelly, Frank F. Jones, William Mansfield en Henry Lee Moore. George Kelly werd tweemaal berecht voor de moord. Beide zaken eindigden in een uitspraak van niet schuldig. Andere verdachten in het onderzoek werden ook vrijgesproken.

### Dominee George Kelly
Van Kelly werd gezegd dat de kans bestond dat hij een pedofiel was. Hij was een reizende dominee die toevallig op de 'Dag van het Kind' de dienst leed. Hij en zijn vrouw verlieten de stad vroeg in de ochtend van 10 juni, de dag dat de lichamen werden ontdekt.

### Frank F. Jones
Frank Jones was een senator van de Staat Iowa, woonachtig in Villisca. Josiah Moore had vele jaren voor Frank Jones in zijn werktuigenwinkel gewerkt, voordat hij ontslag nam en zijn eigen winkel begon. Er wordt gezegd dat Moore een grote concurrent van Jones zou zijn geweest. Tevens ging het gerucht dat Moore een affaire met Jones' stiefdochter had, hoewel er geen bewijs is dat dit ondersteunt.

### William Mansfield
Een andere theorie was dat senator Jones William Mansfield had ingehuurd om de familie Moore te vermoorden. Er wordt aangenomen dat Mansfield een seriemoordenaar was, omdat hij zijn vrouw, zijn kind, zijn stiefmoeder en zijn stiefvader vermoord had. Dit gebeurde twee jaar na de bijlmoorden. Verder werd Mansfield verdacht van de bijlmoorden in Paola, Kansas, vier dagen voor de Villisca bijlmoorden en de dubbele moord op Jennie Peterson en Jennie Miller in Colorado. De locaties van deze misdaden waren allemaal bereikbaar per trein, dat is een belangrijke schakel. Ook valt op dat deze moorden allemaal op dezelfde wijze werden gepleegd.
Mansfield werd echter vrijgesproken op basis van een kloppend alibi.

### Henry Lee Moore
Henry Lee Moore was de ex-man van Johns zus. In het gerechtelijk onderzoek bleek dat Henry Moore vaak had gedreigd om Josiah Moore om het leven te brengen. Josiah had zijn werkgever van de bedreigingen verteld en Henry's zoon bevestigde dat deze serieus en gemeend waren. Zijn zoon, Lee, meldde ook dat zijn familie niet wist waar Henry verbleef ten tijde van de moorden. Henry Moore werd enkele maanden na de moorden in Villisca veroordeeld voor de moord op zijn moeder en grootmoeder. Het wapen van zijn keuze was een bijl. Negen maanden voor de bijlmoorden in Villisca had zich een ander soortgelijk geval voorgedaan in Colorado Springs, Colorado. Twee extra gevallen gevolgd in Elsworth, Kansas en Paola, Kansas. Alle gevallen waren dermate vergelijkbaar dat de mogelijkheid dat al deze moorden waren gepleegd door dezelfde persoon niet viel uit te sluiten.